# PGZ-09自行高射炮

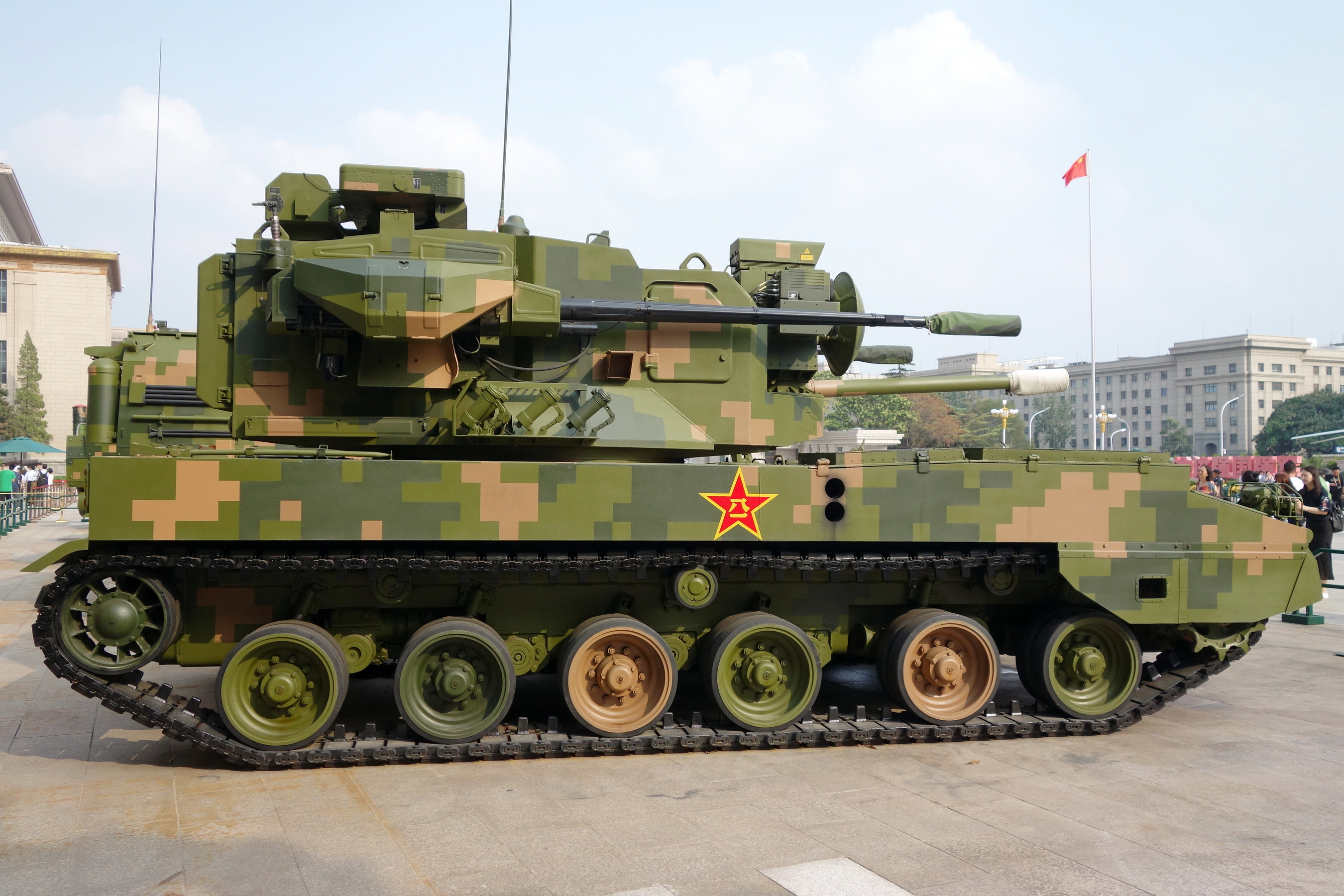
PGZ-09

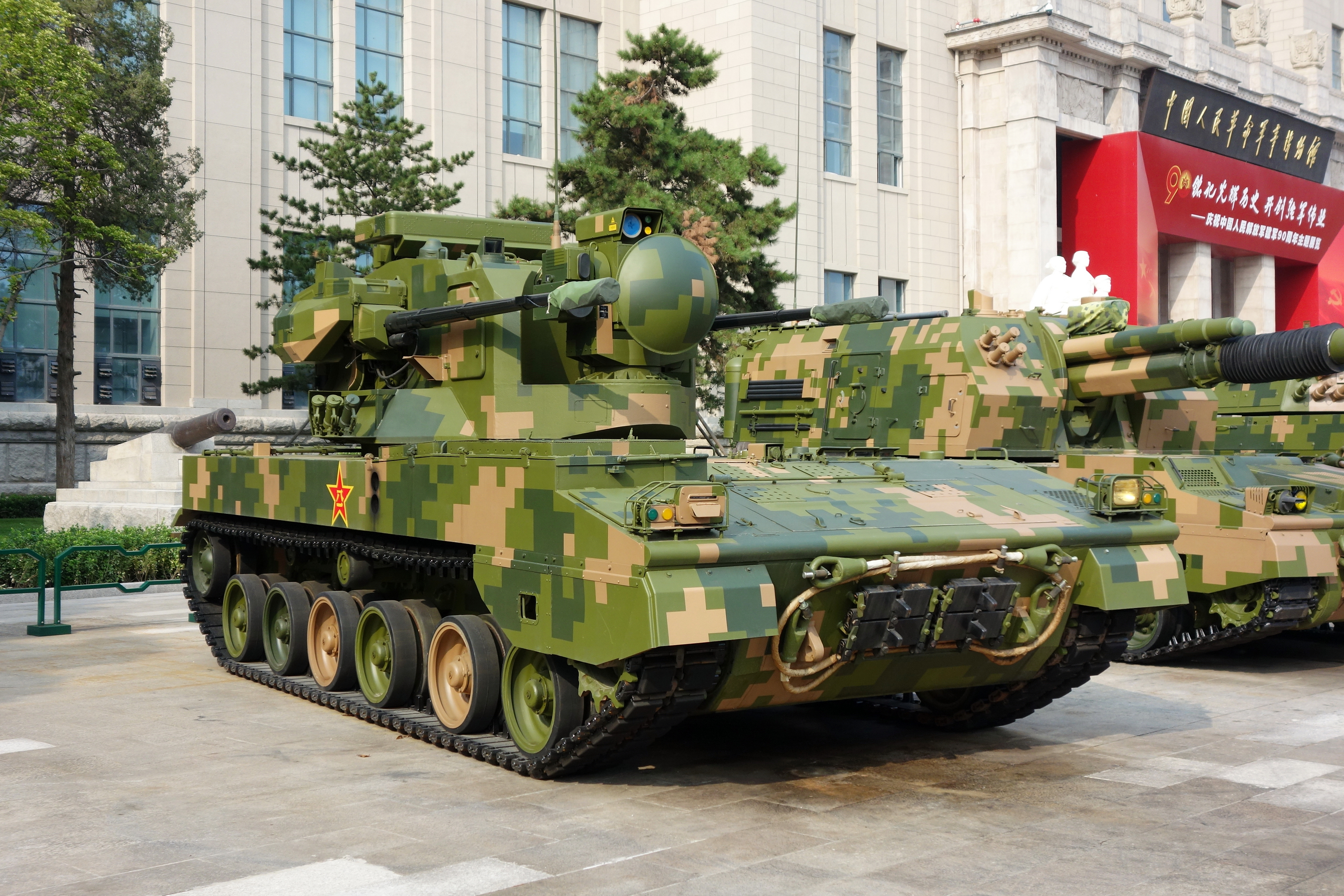
PGZ-09

PGZ-09自行高射炮（又称：09式35毫米自行高射炮）是一輛由中國自行研制的自行高射炮，为90式高射炮（歐瑞康GDF-002的中國特許生產版本；又称：PG99）的自行高射炮化版本。
PGZ-09接替PGZ-95所担负的部队野战防空任务。该新型高炮的研制成功使中国首度具备对高机动末端的防空能力，可对50米至5,000米范围以内的直升机、无人机、巡航导弹等常规飞行目标进行有效拦截，使得解放军在这一领域达到发达国家（比如裝備了獵豹式防空坦克的德國聯邦國防軍）同类装备水平。
最初外界知道该自行高射炮存在后曾称为“PGZ-07”，这个未经证实的称谓随后被广泛流传。后来在互联网上出现的一些解放军部队照片证实其正式命名为“PGZ-09”。

## 歷史
自1970年代后期起，中国先后研制了多种自行高射炮。1987年，中国自瑞士引进了歐瑞康GDF 35毫米双管牵引高射炮。1990年，该高炮獲瑞士方面特许生产以后开始批量生产并装备部队，用于点和沿海防空，命名为90式双管35毫米牵引高射炮。它通常是在军事基地、機場、隧道、島嶼、保卫海上運輸線（SLOC）的海岸边、港口、橋樑和其他重要宝贵的资产附近部署。
有了这个基础，中国开始研制新型自行高炮。2011年，新型双35毫米高炮在中央电视台军事频道节目之中亮相，PGZ-09式自行高射炮首度在阅兵之中出现并对外公开亮相是在纪念中国人民抗日战争暨世界反法西斯战争胜利70周年大会期间作为防空反导部队的高射炮方队所使用的装备。

## 设计细節
该型自行高射炮由二套系统运用，由电子干扰和电子自主寻的技术，采用全相干脉冲L波段多普勒搜索雷达和08型火控系统主成，它的探测距离20千米左右，可以行进间工作，反应时间3~15s的水平，该系统在来袭目标后可立即传给火控跟踪雷达和光电跟踪装置指挥下对目标拦截，采用双35毫米可编成弹药体制，AHEAD技术的智能预制破片编程引信子母弹。

### 火力
PGZ-09采用了90式双管35毫米牵引高射炮（歐瑞康GDF-002 35毫米双管牵引高射炮的中国特许生产及改进版本）作为主要武器，但將其双管结构分拆为两台并分別安装在砲塔外部的两侧。中国宣称其性能超越原GDF-002並接近GDF-003的水平。藉由其火力，PGZ-09高射炮系统可以击破几乎所有空袭以至各种地面（包括轻型装甲车）和水面目标。
其35毫米机炮的单门射速为550发／分钟，有效射距4,000公尺（4,374.45码），有效射高3,000公尺（3,280.84码）。该型机炮可发射多种为90式研制、具有高破坏力和复數用途的弹药种类，以至日后的新彈藥弹药。包括高爆燃燒彈（HEI）、高爆燃烧曳光弹（HEI-T）、半穿甲高爆燃烧曳光弹（SAPHEI-T）、空爆破片彈藥（ABM）和打靶训练曳光弹（TP-T）等炮彈。
此外，在炮塔上左右两侧各裝有4联裝電擊發射式烟雾弹发射器，可保证其免遭制导式反坦克武器的袭击。
据说PGZ-09还在35毫米高射炮旁预留了4个裝上面對空飛彈的飛彈架，以后的升级型裝上导弹时就変为弹炮合一防空武器系统，藉由导弹与高射炮互補不足。

### 机动性与防护能力
PGZ-09采用与PLZ-05自行加榴炮（05式155毫米自行加榴炮）相同的履帶式通用底盘，使用扭力杆懸掛系統，两侧具有六个双辙路轮、置于前方的动力轮、置于后方的惰轮和路轮以上的三个返回滚轮。但內裝則是使用與PGZ-95自行高射炮（95式25毫米自行高射炮）相同的佈置。其发动机置于前方，駕駛室的右侧。双人操作式炮塔位於车体的中央后部。车体后部还有后艙蓋。 
车体和炮塔均为钢制装甲全焊接结构，正面装甲在100米处可防14.5毫米穿甲弹，两侧和后面可防7.62毫米穿甲弹，内部具有“凯夫拉”防崩落内衬层。整车配备有三防系统，可防核生化攻击。PLZ-05配备有先进的灭火抑爆系统，可自动感知车辆内部火源，并可在0.2秒内做出反应。PGZ-09与PLZ-05一样具有一定的装甲防护力和相当高的战场生存能力，可在任何恶劣环境下保证乘员的安全。

### 雷达
PGZ-09装备了搜索雷达與跟踪雷达，其炮塔右侧还装有一套独立式光电火控系统（包括激光测距仪、红外测角仪和热像跟踪仪），具备对地对空导弹等级的精确制导能力；炮塔顶部还装有用以应急的光学瞄准镜。
其搜索雷达为全相干脉冲都卜勒雷達，最大搜索距离可达20,000米，並配备敌我识别能力，可在静止和行进间不间断对空监视，并将捕捉到的信号自动传输给跟踪雷达。

## 使用国
- 中华人民共和国

## 資料來源
1. 1 2 3  现代兵器. . 新浪网. 现代军事杂志. 2008-04  [2021-07-14]. （原始内容存档于2021-07-14） （中文）.
2. ↑  . 簡氏信息集團. 20 September 2012  [20 April 2013]. （原始内容存档于2012-10-12）.
3. ↑  . Army Recognition. 27 June 2012  [2018-02-20]. （原始内容存档于2018-01-02）.
4. ↑  . Defenseupdates. 13 December 2012  [2018-02-20]. （原始内容存档于2018-02-03）.

## 外部連結
- （英文）—Armyrecognition.com—PGZ-07 twin 35mm self-propelled anti-aircraft gun（页面存档备份，存于）
- （英文）—CHINESE MILITARY REVIEW—Chinese PGZ-07 Twin 35mm Tracked SPAAG（页面存档备份，存于）
- （英文）—Defense Updates—China upgrades tracked SPAAG from PGZ04 to PGZ07 for short-range air defense
- （英文）—China Defense Blog—PGZ07 Twin-35mm Tracked SPAA spotted in Guangxi Province（页面存档备份，存于）
- （英文）—Encyclopedia of safety—ZSU PGZ-07: Mysterious Self-propelled（页面存档备份，存于）
- （日語）—日本周辺国の軍事兵器—07式35mm自走高射機関砲（PGZ-07） （页面存档备份，存于）
- （简体中文）—中国网—PGZ-07式35mm自行高炮:高机动 野战防空利器（页面存档备份，存于）